# クレフテス

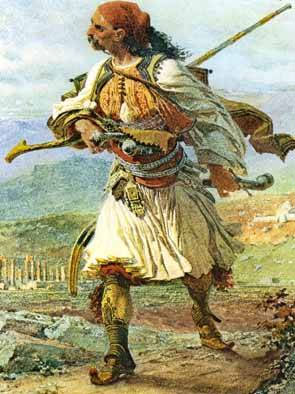
クレフテス

クレフテス（希:κλέφτης（複数形）、山岳党とも）とはギリシャがオスマン帝国領であった時代、田園地方に存在した山賊、もしくは反オスマン帝国活動を行なった人々のこと。彼らは15世紀にギリシャがオスマン帝国に征服された際、オスマン帝国の抑圧を避けるため山岳地帯へ逃亡したギリシャ人らの子孫であり、19世紀後半まで山賊として活発な活動を行なった。彼らは山岳地帯で自由に生活しており、オスマン帝国の支配に対して戦いを続けた。トルコ・ギリシャ関係の発展に伴い、意味自体は「泥棒」を意味しているが、クレフテスはオスマン帝国支配時代に屈しなかったギリシャ人として、現在のギリシャ人らにとって特別な意味を与えられている。
オスマン帝国支配下でのクレフテスは、通常、オスマン帝国当局からの復讐、税の納付、債務の返済、軍事的報復を避けていた人々であった。彼らは旅行者を襲撃したり、村落を孤立化させたりしながら険しい山岳地帯や僻地に居住していた。クレフテスらの大部分は何らかの形でギリシャ独立戦争に参加している。
また、クレプトマニア（盗癖、窃盗症）、クレプトクラシー（泥棒政治）はクレフテスの語源である「κλέπτειν (kleptein)」と由来を同じくする。

## 起源
1453年のコンスタンティノープル陥落と1460年のモレアス専制公領のミストラス陥落以降、ギリシャの大部分がオスマン帝国の手中となった。オスマン帝国の支配下とならなかったのはギリシャ人らが棲息していたため、オスマン帝国が近づき難い山岳地帯とヴェネツィア支配下の沿岸部と島嶼部のみであった。この状況は少なくとも1821年まで続き（ただし、マケドニア、イピロスなど若干の地域が20世紀までトルコ領として残った。）、ギリシャではこの期間を「トルコクラティア（Τουρκοκρατία）」と呼ぶ。
オスマン帝国が征服した地域はパシャリクと呼ばれる行政区に分割され、現在のギリシャの地域はモレア (en) とルメリアに所属し、さらに封建的領土であるチフトリキ（(土:çiftlik、 希:τσιφλίκι)に分割された。生き残ったギリシャ兵らは東ローマ軍、地方の民兵、傭兵などの所属にかかわらず、オスマン帝国軍のイェニチェリに加わるか、オスマン帝国の地方有力者の私兵となるか、自活するかのいずれかを選んだ。ギリシャ人としてのアイデンティティ、正教への信仰、そして自立を維持したいと考えていたギリシャ人の多くは自由に生活することを選んだ。これら山賊集団はすぐに、貧困に悩まされていた農民、もしくは冒険的行動を好んだ社会的追放者や逃亡中の犯罪者などで膨れ上がることになった。
なお、この現象はオスマン帝国支配下のバルカン半島では類似した行動が行われており、セルビアでは「ハイドゥク」、ブルガリアではハイドゥティと呼ばれ、クレフテスとハイドゥクは互いに協力することもあった。
オスマン帝国はこのクレフテスらに対応するためにギリシャ人らを武装化、彼らはアルマトリ (en) （マルマトロスとも、憲兵、もしくは山岳警備兵の意味）と呼ばれたが時代を経るごとに彼らとクレフテスと大差無いようになっていった。そのため、クレフテスからアルマトリへ、アルマトリからクレフテスへの移行は日常茶飯事であり、戦闘、狩猟、饗宴などの生活様式はホメロスの英雄叙事詩を彷彿させる状態であり、オスマン帝国との戦いを続ける中で徐々にギリシャ人としての民族意識を育んでいった。
このクレフテスとアルマトリの違いは合法か非合法かのちがいでしかなかったが、彼らが活動していたことでギリシャ人らにゲリラ戦の伝統が養われることになった。しかし、彼らはトルコ人領主だけではなく、ギリシャ人領主らも略奪の対象としていたが、民衆の間で理想化され、トルコ人への民族的抵抗を彷彿させるシンボルとなっていった。
また、1787年に勃発した露土戦争 (1787年)においてクレフテスやアルマトリはオスマン帝国に対して蜂起を行っている。

## その姿
実際、クレステスらはイスラム教徒らだけを攻撃したのではなかった。彼らはキリスト教徒らも攻撃し、最大の被害者はキリスト教系農民らであった。彼らは見た目こそ体制外の人々であったが、その実、自らを取り巻く社会的、文化的枠外に飛び出すことなく、オスマン帝国体制の中でイスラム教徒支配者やキリスト教徒名望家らと手をとりあって自ら徴税権を行使するなどして農民らを搾取した。そのため、クレフテスらはオスマン帝国社会の既存体制を固定する役割をになっており、自らの利益のためにはオスマン帝国と協力することも厭わない現実主義者らであった。

## 独立戦争前夜
19世紀始め頃にはクレフテスは島嶼部を含むギリシャの各地で活動していた。ペロポネソス半島のテオドロス・コロコトロニス、イピロスのマルコス・ボツァリス、ルメリのオディセアス・アンドルツォス、クレタ島のスファキアの人々や海上でも私掠船としてアンドレアス・ミアウーリス、プサラのコンスタンティノス・カナリスなどが活動を行っていた。彼らの中には地中海で覇権争いをしていたイギリス軍に参加した者もおり、コロコトロニスはリチャード・チャーチ卿がイオニア諸島でナポレオンに対抗するために編成したギリシャ人連隊に参加しており、ミウアウリスに至ってはイギリスのホレーショ・ネルソン提督の捕虜となったが、後にネルソンを俘虜にしたという伝説がある。
オスマン帝国の支配が弱まっていった18世紀末、ヤニナを中心にテペデレンリ・アリー・パシャが半ば独立した勢力を築いていたが、これはクレフテスをうまく操ったものであった。アリー・パシャは反抗するものは徹底的に処罰したが、服従したものは優遇した。そのため、アリー・パシャに賄賂を送ったクレフテスも居り、アリー軍の司令官や土地を賜ったクレフテスらも居た。

## 独立戦争
1821年にギリシャ独立戦争が始まると、当初、クレステスやマルマトリらはオスマン帝国支配下で得ていた既得権益を失うことを恐れ、積極的に戦いには参加しなかった。また、参加したクレフテス、アルマトリの中には戦利品の獲得、自らが生き残るために参加した者もおり、彼らの中には時にオスマン帝国側へ寝返る者もいた。そして、彼らやギリシャ国内の有力ギリシャ人らはオスマン帝国を打倒してギリシャが独立した暁には地方自治体制の元、自ら権力を握ることを考えていたが、これは独立戦争初期からギリシャ国外でギリシャ軍に参加していたギリシャ人知識人らが西欧風の近代的国民国家を築こうとしていた考えと対立していた。
クレフテス、アルマトリの中でも有力者であるコロコトロニス、ボツァリス、アンドルツォスなどはこれに参加して各地で戦い、それまでに養われていたゲリラ戦伝統はオスマン帝国を圧倒するのに充分に役立った。そして、ギリシャ各地で臨時政府が設立されて権力争いが始まるとクレフテスらも主導権争いに加わり、この中でもコロコトロニスとアンドルツォスは有力であった。しかし、クレフテスらは当初、戦争に大きな貢献をしたにもかかわらずそれに見合う政治的権力を得ることはできなかった。
1821年12月、ギリシャの3ヶ所でそれぞれ設立されていた三政府による第一回国民議会が開催され、ギリシャ中央暫定政府が設立されたが、これはギリシャの統一を行うにはなんら力を持たず、内戦が発生、第一次内戦（1823年11月 -12月）では軍事司令官の地位を剥奪されたコロコトロニスが臨時政府を設立して反コロコトロニス派と戦うなどしている。 
後にギリシャ初代大統領にイオアニス・カポディストリアスが選ばれるとカポディストリアスはクレフテスの頭目を「略奪者」と呼んで、彼らを用いようとはしなかった。しかし、カポディストリアスが暗殺されると軍事指導者としての地位を確保していたコロコトロニスはカポディストリアスの弟アウグスティノス・カポディストリアス、イオアニス・コレティスらとともに暫定統治委員会を形成したが、カポディストリアス派であるアウグスティノスとコロコトロニスらとコレッティスらが対立、再びギリシャは内戦状態に陥った。
しかし、コロコトロニスはコレッティスに敗北したため、コレッティスがギリシャ暫定統治委員会を掌握したが、コロコトロニスはこれに反発、権力奪還のための行動を起こしたが、これはギリシャ初代王となるオットー（後のギリシャ王オトン1世）が仮首都ナフプリオンに到着する2週間前に鎮圧された。

## 独立戦争後
オトン1世が即位した当時、オトン1世はまだ成人していなかったため、摂政らが政治を司った。彼らは独立戦争で疲弊したギリシャの再興して西欧風の国家を建設するという目的の元、活動を続けた。その中で最も断固たる態度で望んだのが軍制改革であった。クレフテスやアルマトリらは国家に忠誠を誓うのではなく、頭目に忠誠を誓うという非近代的な正規軍であり、また、彼らは当時、ギリシャで派閥を築いていたイギリス派、フランス派、ロシア派の政治家とそれぞれつながっていたため、国家分裂の火種になる可能性があった上にギリシャが独立を果たした後も略奪などを働いて秩序を乱していた。
そのため、摂政らは約5,000人のギリシャ人不正規軍、約700人のギリシャ人正規軍に対して解散命令を出した上でバイエルン人を正規兵として雇用、その上で軍の主要な役職にはバイエルン人、イギリス人、フランス人を就任させた。ただし、ギリシャ人らが全く雇用されなかったわけではないが、多くのギリシャ人らは新たな正規軍に加入することを拒み、クレフテスとしてギリシャ国境を越えてオスマン帝国領の匪賊らに加わったり、国内で略奪、小競り合いを繰り返すなどかつてと同様の活動を続けた。そして一部は政治家に雇われ、政治的問題に武装介入してこれを麻痺させるなど19世紀におけるギリシャの社会問題と化した。
その後、ギリシャは近代化を進めていたが、1870年4月、マラトンへの遠足を行っていたイギリス人、イタリア人らがギリシャ人匪賊らによって捕らえられた上でヴィオティア海岸のディレーシで殺害されるというディレーシ事件が発生、この事件は西欧諸国にギリシャが「半野蛮人の国」とする印象を与えるのに充分であった。
しかし、ギリシャ政府は彼らが領土拡大のために必要な存在であったため、有効的な対応策を講じることが出来ない状態であったが、これはギリシャが領土拡大を主張することに対して西欧諸国が圧力をかけていたためであり、ギリシャ政府は彼らを非正規軍として温存して1866年のクレタ蜂起 (en) やギリシャ北部国境での騒乱などで有効な戦力として用いた。

## その後
第一次世界大戦が終わるとバルカン半島諸国の国境線は確定したが、この出来事はクレフテスらが自由に移動することや彼らの存在を不可能にしていった。
しかし、彼らの伝説はその後のギリシャにも影響を与えており、第二次世界大戦時、ナチス・ドイツのギリシャ侵攻のために占領され、傀儡国と化したギリシャの中でレジスタンス運動が行われた時、彼らの伝説が蘇ることになった。レジスタンスの兵士らはクレフテスらに自らの姿を重ねて戦い、クレステスらのギリシャの英雄としての役割を今日にまで伝えることになった。

## 類似した組織
1895年、ブルガリアの息のかかった内部マケドニア革命組織（IMRO）によるマケドニア侵略が開始されるとこれに対抗していたギリシャ系民族結社（エスニキ・エテリア）はクレフテスの例にならったギリシャ人集団を組織している。

## ギリシャにおけるイメージ
クレフテスらはギリシャにおいてギリシャ人の自由と独立の精神を守り続け、トルコ人やムスリムのアルバニア人らと戦った英雄として逸話やクレフテス歌謡が残されている。しかし、これらの歌謡や逸話は後世に彼らを英雄としてイメージするために創作された部分も多くあると考えられ、そこに描かれた強靭な肉体、軍事能力の高さは明らかに現実味を欠いているが、支配者の不正を暴き、社会的弱者を助ける社会的匪賊の典型としてクレフテスの姿も伝えている。

## 著名なクレフテス
- アタナシオス・ディアコス (en)
- ゲオルギオス・カライスカキス (en)
- マルコス・ボツァリス (en)
- ニキタス・スタマテロプロス (en)
- ディミトリオス・マクリス (en)
- オディセアス・アンドルツォス (en)
- テオドロス・コロコトロニス (en)
- アントニス・カツァントニス (en)

- アタナシオス・ディアコス
- ゲオルギオス・カライスカキス
- マルコス・ボツァリス
- ニキタス・スタマテロプロス
- ディミトリオス・マクリス
- オディセアス・アンドルツォス
- テオドロス・コロコトロニス